# Mănești, Dâmbovița
Mănești là một xã thuộc hạt Dâmbovița, România. Dân số thời điểm năm 2002 là 4668 người.